# Alfa a omega

Písmena alfa a omega

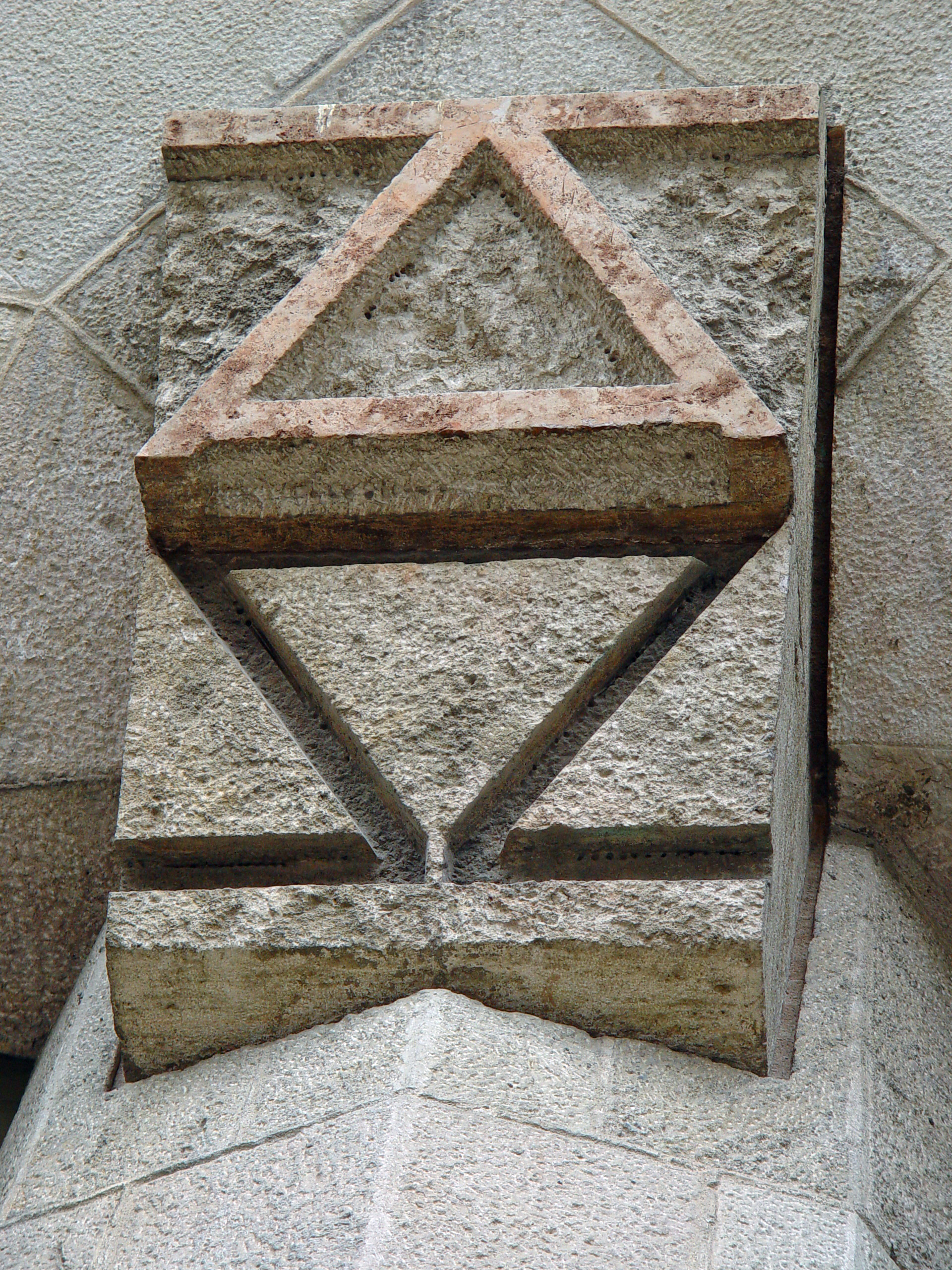
A. Gaudí: Alfa a Omega na katedrále v Barceloně

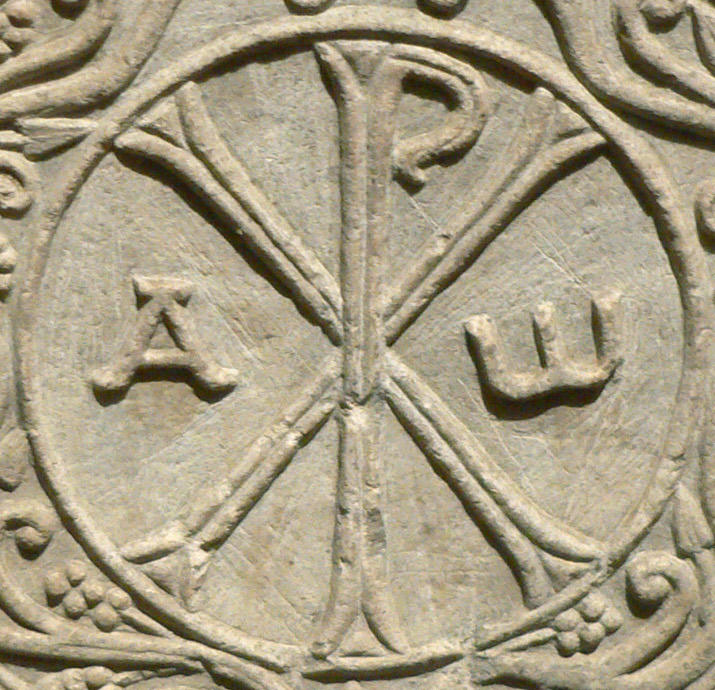
Monogram XP s písmeny Aω (náhrobek, kolem 680, Louvre)

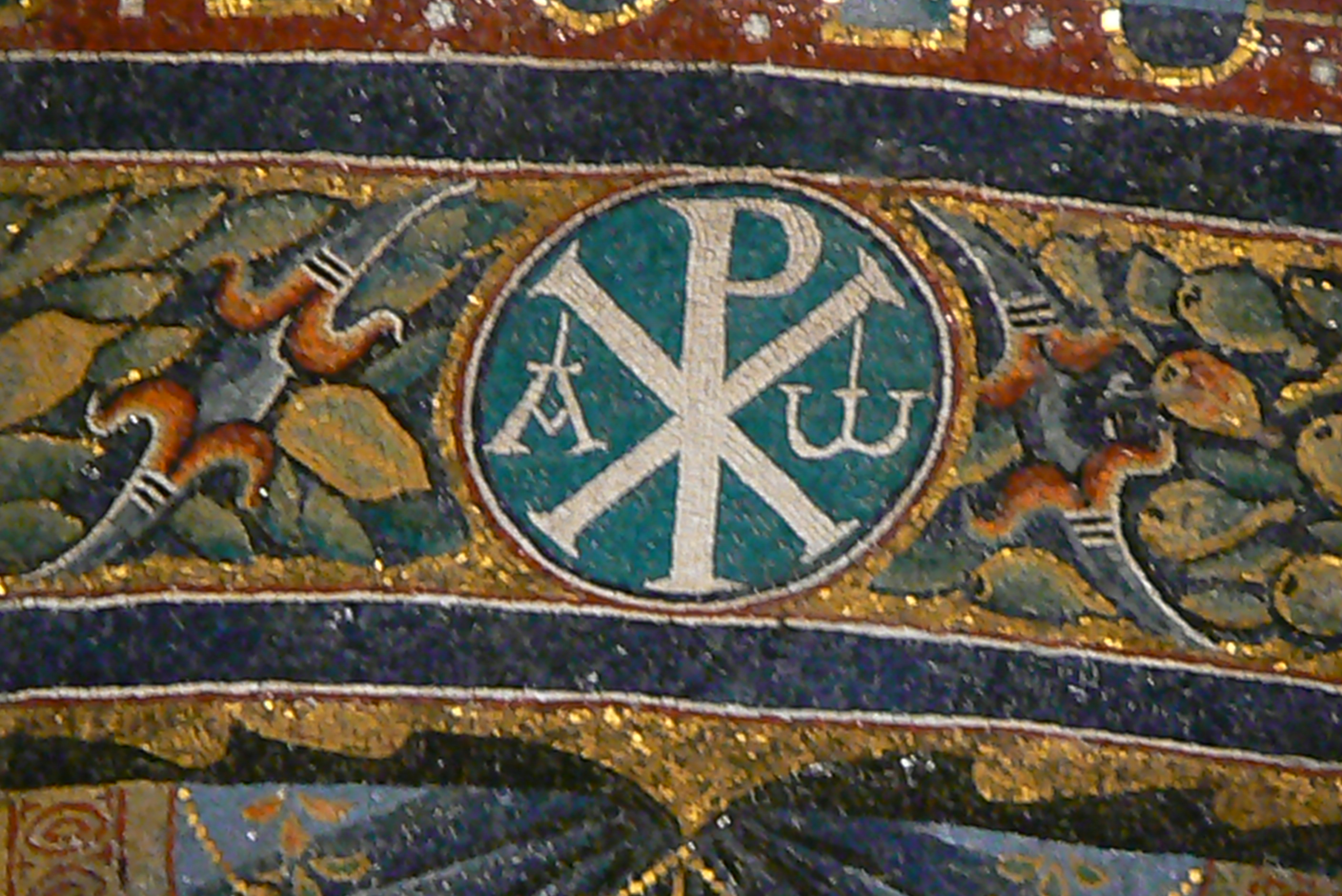
Alfa a omega na mozaice v římském kostele San Clemente (12. stol.)

Alfa a omega, ΑΩ  či αω je první a poslední písmeno klasické (jónské) řecké abecedy. Mohou tak znamenat počátek a konec, první a poslední, případně i celek nějakého děje nebo celku, podobně jako české „od A do Zet“.
Písmena se používají jako křesťanský symbol Boha, respektive Ježíše Krista, například v Kristově monogramu nebo na velikonoční svíci.

## Původ
V pozdním starověku se písmena abecedy – z nichž lze sestavit všechna slova – někdy pokládala za jakési prvky světa a výraz „alfa a omega“ tak mohl znamenat počátek i konec, případně celek vesmíru. V židovské rabínské literatuře se podobně užívají písmena alef א a tav ת a výraz „plnit Zákon od alef po tav“ znamenal plnit celý Zákon.
V podobném významu používá výraz alfa a omega biblická kniha Zjevení Janova (Apokalypsa):
| „        | Já jsem Alfa i Omega, praví Pán Bůh, ten, který jest a který byl a který přichází, Všemohoucí. | “ |
| — Zj 1,8 |                                                                                                |   |

Výraz se pak ještě opakuje ve 21. a 22. kapitole, kde jej o sobě říká Ježíš Kristus. Obrat „první a poslední“, což je citát z knihy Izajáš, se kromě toho opakuje ještě několikrát.
Spojení „První a poslední“ používá jako Boží titul také korán (Súra 57,3).

## V historii
Symbol AΩ se pak velmi často vyskytuje ve starokřesťanském umění, na náhrobcích a reliéfech, často jako součást Kristova monogramu PX. V této podobě pak od doby císaře Konstantina (+337) nosily také římské legie na svých standartách (labarum). Objevuje se pak porůznu v křesťanské ikonografii, zejména na mozaikách a freskách.
Výraz „alfa a omega“ se pak stal poměrně běžnou metaforou pro celek nějakého děje, pro „první a poslední“. Objevuje se i v literatuře, jako název hudebních alb, filmů a podobně.